# Kraszna (folyó)
A Kraszna (románul Crasna) a Tisza bal oldali mellékfolyója Románia északnyugati és Magyarország északkeleti részén.

## Nevének eredete
Neve a szláv krasna melléknévből való, és „szép” vagy „vörös” (valószínűleg az áradáskor vörösesbarnára váltó színére utalva) vizet jelent.

## Elhelyezkedése
A folyó Romániában, az Erdélyi-középhegységben, a Meszes-hegység nyugati szélén, 565 méter magasságban ered Kraszna mezőváros közelében és Magyarországon, Vásárosnaménynál ömlik a Tiszába. Hossza 193 km (147 km Romániában, 46 km Magyarországon), vízgyűjtő területe 3142 km2 (2255 Romániában, 887 Magyarországon). Románia területén a Krasznába ömlő patakok a Meszes- és a Szilágysági-Bükk-hegységben eredő Balkány, Homoród, Tálna és Terep patak.
Legnagyobb mellékvize a jobbról érkező Homoród, amelynek egyik ága magyar területen az egykori lápot megkerülő Keleti övcsatornában folytatódik. Magyarországon több kisebb csatorna mellett az Ecsedi-láp vizét fogadja magába a Lápi főcsatornán keresztül. A Kraszna az 1890-es évekig a Szamosba torkollott. Alsó szakaszát ekkor helyezték át oly módon, hogy napjainkban a Szamos torkolat alatt mintegy 3,5 km-nyire közvetlenül a Tiszába ömlik. (é. sz. 48° 08′ 16″, k. h. 22° 19′ 08″48.137769°N 22.318856°E)

## Települések a folyó mentén

### Forrásvidéke
Csizér, Perje, Palicka, Bagolyfalu, Bogdánháza, Krasznahorvát, Krasznatótfalu, Felsőszék, Ballaháza, Krasznafüzes, Felsőbán, Alsóbán, Pecsely, Krasznahosszúaszó, Ráton, Kraszna, Oláhkecel, Magyarkecel.

### A krasznai víztározó után Szilágy megye határáig
Krasznarécse, Varsolc, Szilágyperecsen, Szilágysomlyó, Somlyócsehi, Somlyóújlak, Somlyógyőrtelek, Krasznahídvég, Szilágylompért, Mojád, Sarmaság, Nagyderzsida, Kisderzsida.

### Szatmár megyében
Girókuta, Felsőszopor, Alsószopor, Ákos, Krasznamihályfalva, Gyöngy, Krasznacégény, Királydaróc, Kőröstelep, Nagymajtény, Gilvács, Kismajtény, Domahida, Kaplony, Kálmánd, Börvely.

### Magyarországon (Szabolcs-Szatmár-Bereg vármegye)
Ágerdőmajor, Vállaj, Mérk, Tiborszállás, Előtelek, Nagyecsed, Nyírcsaholy, Kocsord, Ököritófülpös, Győrtelek, Mátészalka, Ópályi, Szamosszeg, Nagydobos, Olcsva, Vitka, Vásárosnamény, Kisvarsány.

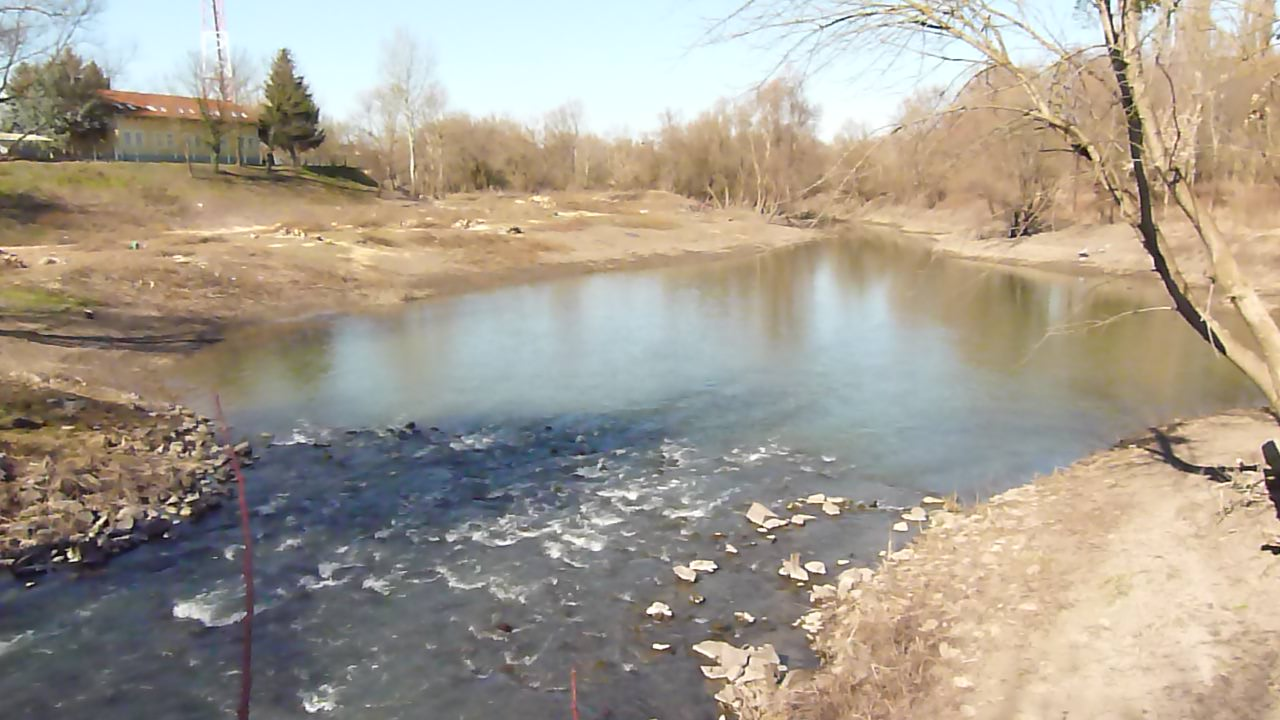
A Kraszna Vásárosnaménynál

## Története, jelene
A forrásvidék után, Kraszna és Varsolc között mesterségesen duzzasztva létrehozták a Kraszna-víztározót, amely a környék településeinek – köztük a megyeszékhelynek, Zilahnak – ivóvízellátását biztosítja. A víztározót a szilágyiak maguk közt Barázs néven (a román baraj ’duzzasztógát’ szóból) emlegetik.
A Kraszna eredetileg az ecsedi lápon átfolyva a Szamossal egyesült, de az 1800-as évek végén, a láp lecsapolásakor, Kismajténytól kezdve a torkolatig új mederbe terelték. A folyó mentén összefüggő töltés csak a jobb oldalon van. Több csatornának a vizét is felveszi, így beleömlik a Kocsordi-főcsatorna, a Meggyes-Csaholyi főfolyás is.
Vízállása erősen ingadozó. Magyarországi szakasza nagyrészt szabályozott.